# Go-Momozono
Go-Momozono (後桃園, 5 de agosto de 1758 – 16 de dezembro de 1779) foi o 118º imperador do Japão, na lista tradicional de sucessão. Reinou de 1771 a 1779 e o seu nome de nascimento foi Hidehito. Teve apenas uma única filha, a princesa Yoshiko, assim foi sucedido por seu primo, Kōkaku.